# Föreningen för kvinnans politiska rösträtt i Trelleborg
Föreningen för kvinnans politiska rösträtt i Trelleborg, även kallad Trelleborgsföreningen för kvinnans politiska rösträtt, var Trelleborgs lokalförening inom Landsföreningen för kvinnans politiska rösträtt (LKPR). Föreningen bildades 1906 och var verksam lokalt i Trelleborg för införandet av kvinnors rösträtt i Sverige.
Bland aktiviteterna fanns föredrag, samkväm, insamling av medel och förhandlingar om samarbete med andra organisationer. 

## Ordförande
- Lida Lundgren, 1906–1912
- Anna Montelius, 1912–1919